# Sekmet Mons
Sekmet Mons is een vulkaan op de planeet Venus. Sekmet Mons werd in 1985 genoemd naar Sechmet, een godin uit de Egyptische mythologie.
Sekmet Mons is een schildvulkaan van circa twee kilometer hoog, met een diameter van 285 kilometer en bevindt zich in de quadrangles Bellona Fossae (V-15) en  Kawelu Planitia (V-16). Rond de vulkaan is een enorm complex van samengevoegde lavastroomvelden zichtbaar. De oorsprong van deze lavavelden komt niet enkel van Sekmet Mons maar ook van twee andere geïdentificeerde vulkanische centra.